# Saint-Lambert-la-Potherie
Saint-Lambert-la-Potherie település Franciaországban, Maine-et-Loire megyében. Lakosainak száma 2961 fő (2022. január 1.). Saint-Lambert-la-Potherie Beaucouzé, Saint-Clément-de-la-Place, Bécon-les-Granits, Saint-Léger-de-Linières és Longuenée-en-Anjou községekkel határos.

## Népesség
A település népessége az elmúlt években az alábbi módon változott:
| Lakosok száma | 421  | 1688 | 2079 | 2356 | 2513 | 2619 | 2843 | 2924 | 2932 | 2961 |
|               | 1968 | 1982 | 1990 | 2006 | 2013 | 2015 | 2017 | 2019 | 2020 | 2022 |